# トーマス・ルヴクヴィスト
トーマス・ルヴクヴィスト（Thomas Lövkvist、1984年4月4日 - ）は、スウェーデン・ヴィスビュー出身の元自転車競技（ロードレース）選手。

## 経歴
ジュニア時代は、国内選手権のロードレース、個人タイムトライアル（ITT）、マウンテンバイクなどで優勝を量産。2002年には、マウンテンバイクジュニア部門の欧州王者に輝いている。
2004年、フランセーズ・デ・ジューと契約を結んでプロ転向。
- 国内選手権・ITT優勝
- ツール・ド・ラブニール総合2位

2005年
- ツール・ド・フランス初出場（総合61位）

2006年
- 国内選手権・ロードレース優勝。

2008年、チーム・ハイロード（現 チーム・HTC＝ハイ・ロード）に移籍。
- ティレーノ〜アドリアティコ総合3位
- ツール・ド・スイス総合5位
- ドイツ・ツアー総合2位及びポイント賞を獲得
- UCIプロツアー総合9位に入った。
- ツール・ド・フランス第4から第8ステージまで、マイヨ・ブランを保持した。

2009年
- モンテパスキ・ストラーデ・ビアンケ（現名称:ストラーデ・ビアンケ）　優勝
- ティレーノ〜アドリアティコ新人賞獲得(総合4位)。
- ジロ・デ・イタリアでは、第4ステージ終了後にマリア・ローザを奪取。また同レースの新人賞部門でも第15ステージまで首位に立っていたが、山岳コースの第16ステージで、区間優勝のカルロス・サストレに24分46秒遅れの区間62位と大敗したことで一気に順位を下げてしまった。

2010年、チーム・スカイに移籍
- ツール・ド・フランス総合17位。

2011年
- ティレーノ〜アドリアティコ 総合10位

2013年、IAMサイクリングに移籍。
- ツール・メディテラネアン 総合優勝

2014年引退。